# Nidada
Nidada (210-260) foi um nobre gótico do século III que, segundo a Gética do escritor bizantino do século VI Jordanes citando o historiador grego do século III Déxipo, era pai de Ovida, avô de Hilderido e bisavô de Geberico. Herwig Wolfram suspeita que o nome de Cniva, um rei gótico do século III que invadiu o Império Romano e matou o imperador Décio (r. 249–251), possa estar escondido dentro do nome de Nidada ou Ovida, e segundo ele é provável que Cniva possa ser associado com Nidada.